# Laage
Laage är en stad i distriktet Rostock i förbundslandet Mecklenburg-Vorpommern i Tyskland, med omkring 6 600 invånare.
Staden ingår i kommunalförbundet Amt Laage tillsammans med kommunerna Dolgen am See, Hohen Sprenz och Wardow.
Vattenbyggnadsingenjören Otto Intze föddes 1843 i Laage.
Väster om staden ligger Rostock-Laages flygplats.